# Sergei Leonidowitsch Garmasch

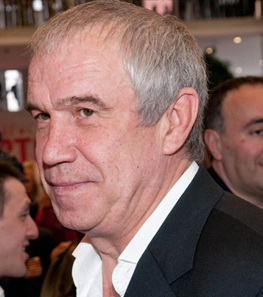
Sergei Leonidowitsch Garmasch (2010)

Sergei Leonidowitsch Garmasch (russisch Серге́й Леони́дович Гарма́ш, wiss. Transliteration Sergei Leonidovich Garmash; * 1. September 1958 in Cherson, Oblast Cherson, USSR, Sowjetunion) ist ein russischer Theater- und Filmschauspieler sowie Synchronsprecher. Er ist ein Volkskünstler Russlands.

## Leben
Garmasch ist der Sohn von Leonid Trofimowitsch Garmasch und der aus der Westukraine stammenden Ljudmilla Ippolitowna. Garmasch beschreibt sich selbst als schwieriges Kind, da er mehrmals von der Schule ausgeschlossen wurde. Nach der Schule wollte er Nautik lernen, entschied sich dann aber dafür, die Theaterschule Dnepropetrovsk zu besuchen. Er absolvierte die Schule mit einem Abschluss im Bereich des Puppentheaters. Anschließend arbeitete er in Cherson und reiste mit Touren zu nahe gelegenen Dörfern. Zwei Jahre später wurde er in die sowjetische Armee ins Baubataillon einberufen. Er wurde nach Bologoje stationiert. Nach seinem Militärdienst zog Garmasch 1980 nach Moskau, um sich an Theaterschulen zu bewerben. Er bewarb sich für drei Theaterinstitutionen und wählte schließlich die Moscow Art Theatre School für sein Schauspielstudium. Nach Abschluss seines Studiums 1984 wurde Garmasch ins Ensemble des zeitgenössischen Moskauer Theaters aufgenommen.
Im selben Jahr machte er 1984 in Die Abteilung sein Filmschauspieldebüt. In den ersten Jahren war er häufig in Kriegs- und Anti-Kriegsfilmen zu sehen.
1996 spielte er in der deutschen Filmproduktion Der letzte Kurier mit. Von 1999 bis 2000 verkörperte er die Rolle des Yuriy Korotkov in 16 Episoden der Fernsehserie Kamenskaya: Stechenie obstoyatelstv. Die Rolle wiederholte er in den dazugehörigen Fernsehfilmen.

## Filmografie
- 1984: Die Abteilung (Otryad/Отряд)
- 1985: Experts Are Investigating: Fire (Pozhar/Следствие ведут знатоки: Пожар) (Fernsehfilm)
- 1986: Die fremde Weiße (Chuzhaya belaya i ryaboy/Чужая белая и рябой)
- 1986: In the Shooting Solitude (V strelyayushchey glushi/В стреляющей глуши)
- 1986: Pervyy paren (Первый парень) (Fernsehfilm)
- 1986: Obida (Обида)
- 1986: My Tenderly Loved Detective (Moy nezhno lyubimyy detektiv/Мой нежно любимый детектив) (TV Movie)
- 1986: Karusel na bazarnoy ploshchadi (Карусель на базарной площади)
- 1987: Ryzhaya feya (Руда Фея)
- 1987: Ivan Veliky (Иван Великий)
- 1988: The Blackmailer (Shantazhist/Шантажист)
- 1988: Moonsund (Моонзунд)
- 1988: Odnazhdy v dekabre (Однажды в декабре) (Fernsehfilm)
- 1988: Neizvestnaya (Kurzfilm)
- 1988: Black Corridor (Chyornyy koridor/Черный коридор)
- 1989: Ottsy (Fathers/Отцы)
- 1989: Navazhdenie (Наваждение)
- 1989: Komu na Rusi zhit... (Кому на Руси жить...)
- 1989: Anarchy (Bespredel/Беспредел)
- 1990: Po 206-y (По 206-й...)
- 1990: Stalingrad (Сталинград)
- 1990: Was There Karotin? (A byl li Karotin/А был ли Каротин)
- 1990: The Tale of the Unextinguished Moon (Povest nepogashennoy luny/Повесть непогашенной луны)
- 1991: Armavir (Армавир)
- 1992: Sam ya – vyatskiy urozhenets (Сам я – вятский уроженец)
- 1992: Pustel'ga (Пустельга)
- 1992: Davayte bez fokusov!... (Давайте без фокусов!..)
- 1992: The Possessed (Besy/Бесы)
- 1993: Children of Cast-Iron Gods (Deti chugunnykh bogov/Дети чугунных богов)
- 1993: Vospitanie zhestokosti u zhenshchin i sobak (Воспитание жестокости у женщин и собак) (Fernsehfilm)
- 1993: A Gun with Silencer (Pistolet s glushitelem/Пистолет с глушителем)
- 1993: Operatsiya «Lyutsifer» (Операция Люцифер)
- 1994: Casanova's Raincoat (La delegazione/Плащ Казановы)
- 1994: Die denkwürdigen Abenteuer des Soldaten Iwan Tschonkin (Zivot a neobycejna dobrodruzstvi vojaka Ivana Conkina/Жизнь и необычайные приключения солдата Ивана Чонкина)
- 1995: Country Visitors (Letnie lyudi/Летние люди)
- 1995: Volchya krov (Волчья кровь)
- 1996: Der letzte Kurier
- 1996: Fatal Eggs (Rokovye yaytsa/Роковые яйца)
- 1996: Jermak – Ein Kosakenataman erobert Sibirien (Ermak/Ермак) (Mini-Serie)
- 1997: Kriminalnyy otdel (Криминальный отдел)
- 1998: Time of a Dancer (Vremya tantsora/Время танцора)
- 1998: Why Wouldn't We Send a Messenger? (Ne poslat li nam... gontsa?/Не послать ли нам... гонца?)
- 1999: Der Woroschilow-Schütze (Woroschilowski strelok/Ворошиловский стрелок)
- 1999: Strastnoy bulvar (Страстной бульвар)
- 1999: Nezrimyy puteshestvennik (Незримый путешественник)
- 1999: Dose detektiva Dubrovskogo (DDD – Detective Dubrovski Files/Досье детектива Дубровского)
- 1999–2000: Kamenskaya: Stechenie obstoyatelstv (Каменская - 1) (Fernsehserie, 16 Episoden)
- 2000: The Gentle Age (Nezhnyy vozrast/Нежный возраст)
- 2000: Kamenskaya: Ubiytsa ponevole (Каменская: Убийца поневоле) (Fernsehfilm)
- 2000: Kamenskaya: Smert radi smerti (Каменская: Смерть ради смерти) (Fernsehfilm)
- 2000: Kamenskaya: Smert i nemnogo lyubvi (Каменская: Смерть и немного любви) (Fernsehfilm)
- 2000: Kamenskaya: Shestyorki umirayut pervymi (Каменская: Шестерки умирают первыми) (Fernsehfilm)
- 2000: Kamenskaya: Ne meshayte palachu (Каменская: Не мешайте палачу) (Fernsehfilm)
- 2000: Kamenskaya: Chuzhaya maska (Каменская: Чужая маска) (Fernsehfilm)
- 2000: What a Woman Needs... (Chto nuzhno zhenshchine.../Что нужно женщине...)
- 2001: Poklonnik (Поклонник)
- 2002: Mechanical Suite (Mekhanicheskaya syuita/Механическая сюита)
- 2002: Lyubovnik (Любовник)
- 2002: Law of the Lawless (Brigada/Бригада) (Mini-Serie, Episode 1x12)
- 2002: Kavkazskaya ruletka (Кавказская рулетка)
- 2002: Zakon (Закон) (Fernsehserie)
- 2002: Po tu storonu volkov (По ту сторону волков) (Mini-Serie, 4 Episoden)
- 2002: Kamenskaya: Ya umer vchera (Каменская: Я умер вчера) (Fernsehfilm)
- 2003: Diary of a Kamikaze (Dnevnik kamikadze/Дневник камикадзе)
- 2003: Kamenskaya – 3: (Kamenskaya: Illyuziya grekha/Каменская – 3) (Fernsehserie)
- 2003: Kamenskaya: Kogda bogi smeyutsya (Каменская: Когда боги смеются) (Fernsehfilm)
- 2003: Kamenskaya: Stilist (Каменская: Стилист) (Fernsehfilm)
- 2003: Kamenskaya: Sedmaya zhertva (Каменская: Седьмая жертва) (Fernsehfilm)
- 2003: Linii sudby (Линии судьбы) (Fernsehserie)
- 2003: And in the Morning They Woke Up (A poutru oni prosnulis/А поутру они проснулись...)
- 2004: 72 Meters (72 metra/72 метрa)
- 2004: Heldenkampf in Stalingrad (Svoi/Свои)
- 2004: My Step Brother Frankenstein (Moy svodnyy brat Frankenshteyn/Мой сводный брат Франкенштейн)
- 2005: Brezhnev (Брежнев) (Fernsehserie)
- 2005: The Fall of the Empire (Gibel imperii/Гибель империи) (Mini-Serie, 2 Episoden)
- 2005: Familie zu verkaufen (Bednye rodstvenniki/Бедные родственники)
- 2005: Delo o 'Myortvykh dushakh' (Дело о мёртвых душах) (Mini-Serie)
- 2005: Kamenskaya – 4 (Kamenskaya chetyre/Каменская - 4) (Fernsehserie, 12 Episoden)
- 2006: Piranha (Okhota na Piranyu/Охота на пиранью)
- 2006: 9 Months (9 mesyatsev/Девять месяцев) (Mini-Serie)
- 2006: Doktor Zhivago (Доктор Живаго) (Mini-Serie, 2 Episoden)
- 2006: The Master and Margarita (Master i Margarita/Мастер и Маргарита)
- 2006: Tycoon's Interpreter (La traductrice/Игра слов: Переводчица олигарха)
- 2006: Posledniy zaboy (Последний забой)
- 2007: Kruzhovnik (Кружовник)
- 2007: 12
- 2007: Das Massaker von Katyn (Katyn)
- 2007: Gracze (Russkaya igra/Русская игра)
- 2007: 1814
- 2008: Trassa M8 (Трасса М8)
- 2008: Cold Sun (Kholodnoe solntse/Холодное солнце)
- 2008: Illusion of Fear (Illyuziya strakha/Иллюзия страха)
- 2008: He Who Puts Out the Light (Tot, kto gasit svet/Тот, кто гасит свет)
- 2008: Morphine (Morfiy/Морфий)
- 2008: Rent a Dad (Papa naprokat/Папа напрокат)
- 2008: Hipsters (Stilyagi/Стиляги)
- 2009: Caution, Kids! (Ostorozhno, deti!/Осторожно, дети!)
- 2009: Dark Planet: The Inhabited Island (Obitaemyy ostrov/Обитаемый остров)
- 2009: Newsmakers – Terror hat ein neues Gesicht! (Goryachie novosti/Горячие новости)
- 2009: Soundtrack of Passion (Fonogramma strasti/Фонограмма страсти)
- 2009: Schwarzer Blitz (Chyornaya Molniya/Чёрная Молния)
- 2009: Anna Karenina (Анна Каренина) (Mini-Serie, 4 Episoden)
- 2009: Newsmakers – Terror hat ein neues Gesicht (Goryachie novosti/Горячие новости)
- 2010: The Exodus: Burnt by the Sun 2 (Utomlennye solntsem 2 /Утомленные солнцем 2: Предстояние)
- 2010: The Man at the Window (Chelovek u okna/Чeловек у окна)
- 2010: A Yakuza's Daughter Never Cries (Doch yakudzy/Дочь якудзы)
- 2010: Edge of War – Zug des Todes (Krai/Край)
- 2010: Happy Rutsch (Yolki/Ёлки)
- 2011: Lucky Trouble – Der Trainer will heiraten (Выкрутасы)
- 2011: Home (Dom/Дом)
- 2011: Good Weather (Pryachsya/Прячься)
- 2011: Burnt by the Sun 2 (Utomlennye solntsem 2/Утомленные солнцем 2) (Mini-Serie)
- 2012: Rzhevskiy vs. Napoleon (Rzhevskiy protiv Napoleona/Ржевский против Наполеона)
- 2012: The White Guard (Belaya gvardiya/Белая гвардия) (Mini-Serie, 8 Episoden)
- 2013: The Deportee (Ekskursante/Экскурсантка)
- 2013: Ashes (Pepel/Пепел) (Mini-Serie, 5 Episoden)
- 2013: Putevka v zhizn' (Путевка в жизнь)
- 2014: Leningrad 46 (Ленинград 46) (Fernsehserie, 32 Episoden)
- 2015: Odnazhdy (Однажды)
- 2015: The End of a Great Era (Konets prekrasnoy epokhi/Конец прекрасной эпохи)
- 2016: Sledovatel Tikhonov (Следователь Тихонов) (Fernsehserie)
- 2016: Der Duellist (Dueljant/Дуэлянт)
- 2017: Attraction (Prityazhenie/Притяжение)
- 2017: Murka (Мурка) (Fernsehserie)
- 2017: Song of Songs (Kholodnoe tango/Холодное танго)
- 2017: Naparnik (Напарник)
- 2017: Mathilde – Liebe ändert alles (Matilda/Матильда)
- 2017: Trotsky (Trotskiy/Троцкий) (Mini-Serie, 8 Episoden)
- 2017: Dvizhenie Vverkh – Sprung an die Spitze (Dvizhenie vverkh/Движение вверх)
- 2018: Two Tickets Home (Dva bileta domoy/Два билета домой)
- seit 2018: Po tu storonu smerti (По ту сторону смерти) (Fernsehserie)
- 2019: Lyubovnitsy (Mistresses/Любовницы)
- 2019: Ya podaryu tebe pobedu
- 2019: Lyubi ikh vsekh (Люби их всех)
- 2019: Mosgaz: Formula mesti (Мосгаз. Формула мести) (Mini-Serie, 7 Episoden)
- 2019: Odesskiy parokhod (Одесский пароход) (Fernsehfilm)
- 2020: Attraction 2 – Invasion (Vtorzhenie/Вторжение)
- 2020: Metod (Mini-Serie)
- seit 2020: Project 'Anna Nikolaevna' (Proekt «Anna Nikolaevna»/Проект Анна Николаевна) (Fernsehserie)

## Synchronisation

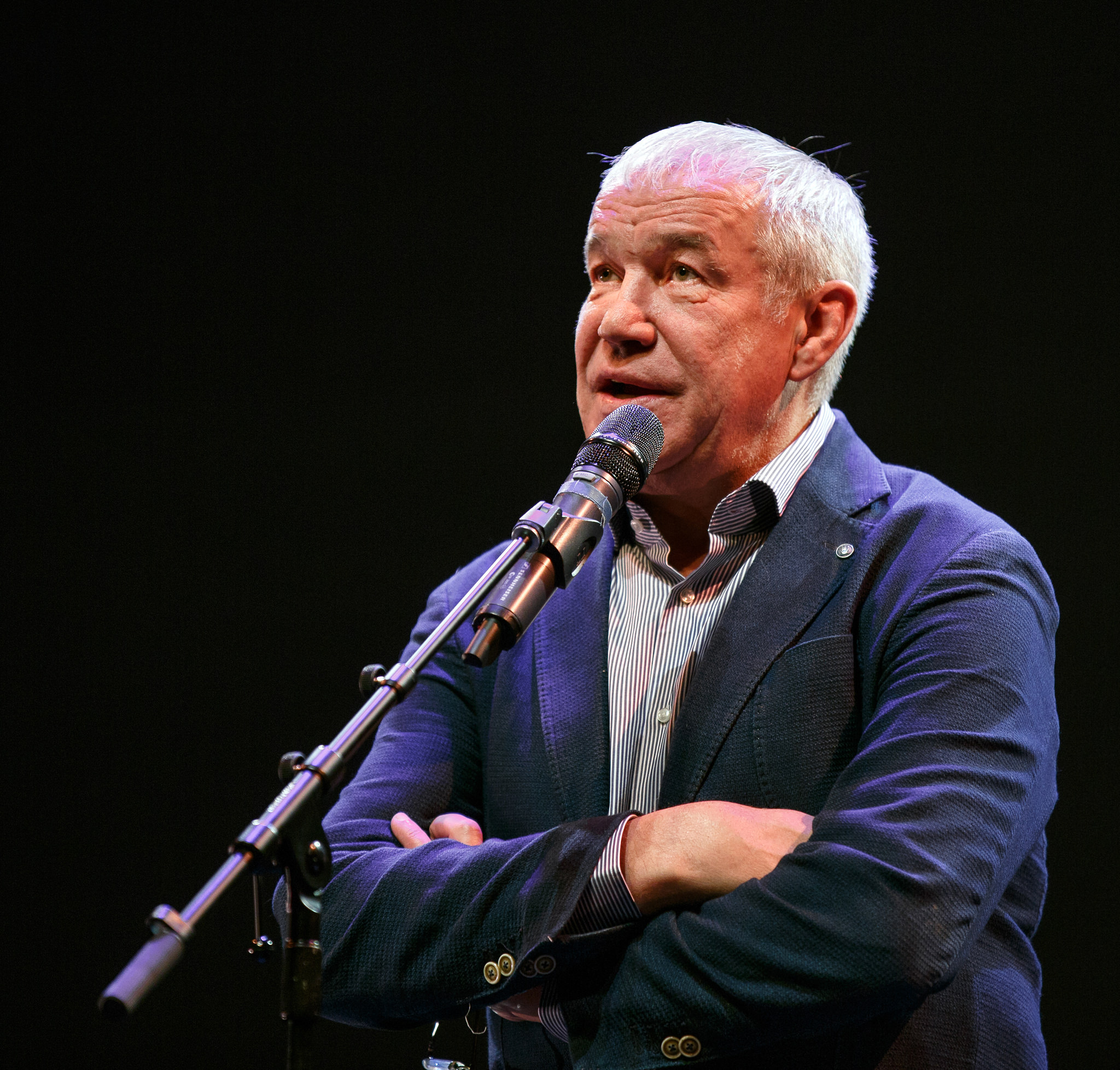
Sergei Leonidowitsch Garmasch (2017)

- 1989: Städtische Einzelheiten (Lyubov s privilegiyami/Любовь с привилегиями) (Sprechrolle)
- 2005: Gora samotsvetov (Гора самоцветов) (Fernsehserie, Episode 1x12)
- 2006: My Love (Moya lyubov/Моя любовь) (Animationsfilm)
- 2009: The Book of Masters (Kniga masterov/Книга мастеров) (Sprechrolle)
- 2010: Space Dogs (Belka i Strelka. Zvyozdnye sobaki/Белка и Стрелка: Звездные собаки) (Animationsfilm)
- 2011: Ivan Tsarevich & the Grey Wolf (Ivan Tsarevich i Seryy Volk/Иван Царевич и Серый Волк) (Zeichentrickfilm)
- 2014: Space Dogs 2 (Belka i Strelka: Lunnye priklyucheniya/Белка и Стрелка: Лунные приключения) (Animationsfilm)
- 2015: The Dawns Here Are Quiet (A zori zdes tikhie.../А зори здесь тихие...) (Sprechrolle)
- 2015: Savva – Ein Held rettet die Welt (Savva. Serdtse voina/Савва. Сердце воина) (Animationsfilm)